# 七国峠 (東京都八王子市・町田市)
七国峠（しちこくとうげ、ななくにとうげ）は、東京都八王子市と町田市の境にある鎌倉古道山ノ道（秩父道）の峠。奈良時代から使用されていたとされている。JR横浜線相原駅北西の多摩丘陵の中にあり、すぐ北には八王子みなみ野シティ（八王子ニュータウン）の造成地が広がっている。
鎌倉時代、上州（群馬県）や武州北部（埼玉県）などの武士が鎌倉の幕府へと往来する際、主に上ノ道と呼ばれる本線（本町田から七国山、関戸を経由するもの）が活用されていたが、その脇道として使用された。峠付近には掘割状の古道の遺構が残り、「朱雀路」という遊歩道が整備されている。
出羽三山供養塔や大日堂がある。明治時代には群馬県や山梨県方面から八王子、鑓水あるいは御殿峠、原町田などを経由し、横浜へ絹を運ぶ絹の道の脇道としても活用された。
八王子みなみ野シティの造成地内には、七国峠から取って七国（ななくに）の地名が付けられた地域があり、八王子市立七国小学校、八王子市立七国中学校がある。